# Азербайджан на летней Универсиаде 2009
Азербайджан на XXV Всемирной Летней Универсиаде в Белграде представляло 18 спортсменов в 4 видах спорта: художественной гимнастике, тхэквондо, дзюдо и легкой атлетике. В итоге сборная Азербайджана, завоевала две золотые медали, удостоившись 28-го места. Всего делегация Азербайджана состояла из 28 человек, 10 из которых были председатель общества студентов Азербайджана Айдын Мехтиев, тренеры, судьи и представители Федераций.

## Медалисты
| Медаль | Спортсмен      | Вид спорта      | Соревнование          |
| ------ | -------------- | --------------- | --------------------- |
| Золото | Рамиль Гулиев  | Лёгкая атлетика | Мужчины, бег на 200 м |
| Золото | Рамин Гурбанов | Дзюдо           | до 81 кг              |

## Результаты соревнований

### Дзюдо
В соревнованиях по дзюдо Азербайджан был представлен тремя дзюдоистами. Это были Сархан Ахмедов (66 кг), Рамин Гурбанов (81 кг) и Эльмар Гасымов (100 кг). В итоге Рамин Гурбанов завоевал золотую медаль, а Эльмар Гасымов, одержав четыре победы в шести поединках, занял 5-е место. Сархан Ахмедов же в первом же поединке проиграл Ясперу де Йонгу из Нидерландов, чье последующее поражение лишило Ахмедова шанса побороться за бронзу. В результате сборная Азербайджана поделила с Тайванем 9-е место.

### Лёгкая атлетика
В тройном прыжке среди девушек Азербайджан представляла Лейла Пашаева, которая прыгнув на 11,73 метра в квалификации стала последней 10-й в своей группе и не пробилась в финал.
В финале же бега на 200 метров среди юношей, Рамиль Гулиев, показав время 20,04 секунды, прибежал к финишу первым, завоевав второе золото для Азербайджана на Универсиаде. Свое выступление Гулиев прокомментировал следующим образом:
А в Белграде мне выпала удобная 4-я дорожка, так как, исходя из моей комплекции, мне легче бежать, когда необходимо делать больший вираж. Можно сказать, что безветрие и хорошая дорожка помогли мне выиграть с рекордом Европы. О соперниках по финалу я знал, что их нормативы колеблются от 20,40 сек до 20,60 сек и понимал, что мне реально с ними бороться.

### Тхэквондо
На Универсиаде Азербайджан представляли такие спортсмены, как Самир Айдынов и Асим Худиев (оба 54 кг), Ровшан Мамедов (62 кг), Фариз Алиев (67 кг), чемпион Европы Илькин Шахбазов (72 кг), Рамин Азизов (78 кг), Байрамали Велиев (84 кг), Арзу Багирова (55 кг), Айгюль Абдуллаева (47 кг), Гюнай Агакишиева (59 кг) и Елена Аббасова (63 кг). Однако сборная выступила крайне неудачно и наивысшим достижением команды стал всего лишь выход в четвертьфинал Елены Аббасовой.
Арзу Багирова и Ровшан Мамедов проиграли в первых же поединках сербке Тане Танаскович и корейцу Ким Таек Кью соответственно. Велиев же победил на старте Кристофа Леманна из Германии, но в 1/8 финала проиграл британцу Дэрилу Стоуксу. Илькин Шахбазов в первом поединке проиграл Алирезе Нассразадани из Ирана. Елена Аббасова же одолела в первой схватке Наталью Ткач из Украины, но в четвертьфинале проиграла испанке Гарсии Эрнандес. Самир Айдынов на старте победил Ценг Чун-Чиха из Тайваня, но после проиграл казаху Аслану Батыкулову. Рамин Азизов также одолел в первом поединке серба Николо Колича, но потом уступил Сергею Дозорцеву из России. Гюнай Агакишиева победила в первой встрече спортсменку из Румынии, но затем уступившей представительнице Украине. Айгюль Абдуллаева, Асим Худиев и Фариз Алиев проиграли первые же схватки.

### Художественная гимнастика
В финале с обручем от Азербайджана принимала участие Анна Гурбанова, которая в итоге получила 25,850 балла, заняв 7-е место. С мячом же выступала Алия Гараева, которая с 25,350 баллами была удостоена 8-й позиции.